# Mario Mlinarić
Mario Mlinarić (Bjelovar, 8. prosinca 1979.) kondicijski je trener, profesor tjelesne kulture i stručni suradnik na Kineziološkom fakultetu. Široj hrvatskoj javnosti poznat je i kao prvi trener u RTL-ovom reality show-u Život na vagi, višegodišnji trener Cro-Copa, pobjednik Farme i Fear Factora, nositelj Guinnessova rekorda. U mnogim medijima prozvan je "omiljenim hrvatskim trenerom",  "hrvatskim kraljem fitnessa" i "trenerom svih trenera".

## Životopis
U Bjelovaru je završio osnovnu školu. Diplomirao je i magistrirao na Kineziološkom fakultetu u Zagrebu. Svoju sportsku karijeru započeo je kao profesionalni rukometaš. Aktivno je trenirao rukomet u klubu Medveščak i u rukometnom klubu Bjelovar.  
Tijekom svog rada surađivao je s brojnim profesionalnim sportašima, među kojima su i poznati tenisači, rukometaši, hokejaši, plivači, skijaši, nogometaši.[nedostaje izvor] Višegodišnji je stručni suradnik Mirka Filipovića, CroCopa.  Priznat je kao stručnjak u funkcionalnom treningu te po razvijanju i implementiranju inovativnih tehnika u fitnessu.[nedostaje izvor]
Osnivač je Core Gyma, teretane za funkcionalni trening i kondicijsku pripremu. Radio je kao voditelj Men's Health Fitness izazova.
Organizator je brojnih humanitarnih akcija vezanih uz promociju sporta i zdravlja te borbu protiv pretilosti.                
Osim po svojoj sportskoj stručnosti, poznat je i kao glumac u nekolicini sapunica te kao pobjednik druge sezone Farme, poznatog reality show-a Nove TV. Veliku popularnost stekao je kao trener u RTL-ovom reality show-u Život na vagi. Tijekom svojih studentskih dana bavio se i manekenstvom pa je tako 2003. godine bio prvi pratitelj Mistera Hrvatske, kao i Mistera turizma iz 2000 godine. Tijekom studija okušao se i kao voditelj u HTV-ovim glazbenim emisijama Metro pop i Glazbena televizija.
Mlinarić je bio hrvatski voditelj emisije Survivor: Dominikanska Republika od 2022. do 2024. godine. 

### Guinnessovi rekordi
Prvi Guinnessov rekord oborio je u rujnu 2006. godine, kada je s prijateljem gurao automobil težak čak jednu tonu. Automobil su gurali 24 sata. Drugi rekord je oborio 2009. godine kada je sam gurao terenac na 1609 metara i tako srušio rekord za 15 minuta i 21 sekundu. Treći rekord je srušio 2010. godine kada je u 17 sati prešao 29 325 metara. Tada je gurao automobil marke Smart, koji je težio 850 kilograma.

## Priznanja i nagrade
- Titula Lokalnog heroja "BeCroActive" od strane hrvatskog Središnjeg državnog ureda za sport[7]
- Ambasador Europskog tjedna sporta[8]
- Ambasador Hrvatskog školskog sportskog saveza[9]
- Pobjednik "Farme", popularnog reality showa Nove TV
- Nositelj tri Guinnessova rekorda

## Filmografija

### Televizijske uloge
- Najbolje godine kao kondukter (2009.)
- Zakon ljubavi kao Ivor Vilić (2008.)
- Zabranjena ljubav kao Jakov Barišić (2005. – 2008.)

## Vanjske poveznice
- Mario Mlinarić u internetskoj bazi filmova IMDb-u (engl.)
- Stranica na Zvijezde.hr  Arhivirana inačica izvorne stranice od 13. srpnja 2009. (Wayback Machine)
- https://skolski-sport.hr/online-vjezbaonica  Arhivirana inačica izvorne stranice od 15. veljače 2022. (Wayback Machine)
- https://www.index.hr/magazin/clanak/mario-mlinaric-oborio-guinnessov-rekord-za-koji-se-spremao-na-farmi/437649.aspx
- https://www.tportal.hr/fun/clanak/mario-mlinaric-oborio-jos-jedan-svjetski-rekord-20101022